# Barbazul (ópera)
Barbazul (título original en francés, Barbe-bleue; título de sus principales adaptaciones al castellano, Barba Azul) es una opéra bouffe u opereta en tres actos (cuatro escenas) con música de Jacques Offenbach y libreto en francés de Henri Meilhac y Ludovic Halévy, basado en el cuento de 1697 de Charles Perrault.

## Historia
Se estrenó en el Théâtre des Bouffes Parisiens, París el 5 de febrero de 1866. Producciones fuera de Francia le siguieron rápidamente: Londres, Viena y Bruselas en 1866, Estocolmo, Berlín, Budapest, Milán y Copenhague en 1867. La opereta se ofreció en Nueva York en la Grand Opera House el 24 de diciembre de 1870 y en Sídney en 1872.
La obra contó con varias adaptaciones al castellano, existiendo constancia del estreno de al menos cuatro de ellas: una en 3 actos (Barba Azul, 1869, Salón de Novedades de Barcelona, Miguel Pastorfido y Salvador María Granés), otra en 4 actos (Barba Azul, 1869, Teatro de la Zarzuela de Madrid, Antonio Hurtado y Francisco Luis de Retes) y dos en un 1 acto (Barba Azul petit, 1887, Teatro Martín de Madrid, Manuel Cuartero Pérez y El señor de Barba Azul, 1903, Teatro Cómico de Madrid, refundida por Granés a partir de su versión con Pastorfido).
Esta ópera se representa poco; en las estadísticas de Operabase Archivado el 14 de mayo de 2017 en Wayback Machine. aparece la n.º 176 de las óperas representadas en 2005-2010, siendo la 20.ª en Francia y la sexta de Offenbach, con 17 representaciones en el período.

## Personajes
| Personaje                                                                   | Tesitura      | Reparto del estreno, 5 de febrero de 1866, (Director: Offenbach ) |
| --------------------------------------------------------------------------- | ------------- | ----------------------------------------------------------------- |
| Barbe-Bleue                                                                 | tenor         | José Dupuis                                                       |
| Álvarez                                                                     | tenor         | Edouard Hamburger                                                 |
| Boulotte, una campesina                                                     | soprano       | Hortense Schneider                                                |
| Rey Bobêche                                                                 | tenor         | Karl Knopp                                                        |
| Reina Clémentine                                                            | mezzosoprano  | Aline Duval                                                       |
| Fleurette, una campesina (Acto I), más tarde Hermia, hija de Clémentine     | soprano       | Georgette Vernet                                                  |
| Oscar, el ministro del Rey                                                  | bajo          | Pierre-Eugène Grenier                                             |
| Popolani, un alquimista                                                     | barítono      | Henri Couder                                                      |
| Príncipe Saphir                                                             | tenor         | Paul Hittemans                                                    |
| Héloïse, una esposa de Barbe-Bleue                                          | soprano       | de Géraudon                                                       |
| Eléonore, una esposa de Barbe-Bleue                                         | mezzosoprano  | Martin                                                            |
| Isaure, una esposa de Barbe-Bleue                                           | mezzosoprano  | Gabrielle                                                         |
| Rosalinde, una esposa de Barbe-Bleue                                        | soprano       | Amélie                                                            |
| Blanche, una esposa de Barbe-Bleue                                          | soprano       | Berthe Legrand                                                    |
| Primera campesina                                                           | soprano       | Béatrix                                                           |
| Segunda campesina                                                           | soprano       | Léonie                                                            |
| Primer paje                                                                 | soprano       | Jenny                                                             |
| Segundo paje                                                                | soprano       | Taillefer                                                         |
| Un oficinista                                                               | papel hablado | Horton                                                            |
| Un niño                                                                     | papel hablado | Mathilde                                                          |
| Campesinos, guardias de Barbe-Bleue, cortesanos, pajes y guardas de Bobèche |               |                                                                   |

## Grabaciones
- Grabaciones que aparecen en operadis-opera-discography.org.uk